# T–35
A T–35-ös a két világháború között kis példányszámban gyártott, a Vörös Hadsereg által használt szovjet nehéz harckocsi típus volt. Különlegessége, hogy a történelem egyetlen öt toronnyal ellátott, sorozatban is gyártott harckocsija volt. Félelmetes megjelenése ellenére igen megbízhatatlan üzemű volt. Azon kevés járművek, amelyek a Barbarossa hadműveletben még részt vettek, rendszerint meghibásodás miatt vesztek oda, és nem az ellenség támadásai miatt.

## Fejlesztés
A fejlesztését 1930-ban kezdte meg az OKMO Harckocsi Tervező Iroda. Két konstruktőr csapat dolgozott egy nehéz harckocsi kifejlesztésén.
Az egyik egy TG–5 jelű, 100 tonnás, négy harckocsitoronnyal és egy 107 mm-es haditengerészeti ágyúval ellátott járművet tervezett, melyet pneumatikus szervovezérléssel és felfüggesztéssel láttak volna el. Ám később ezt a tervet elvetették.
A másik csapat egy a brit Vickers A1E1 Independent által inspirált harckocsit tervezett. 1932 júliusára el is készült egy 35 tonnás prototípus, mely már öt toronnyal volt felszerelve. A fő toronyban egy 76,2 mm-es ágyú, a jobb első és a bal hátsó tornyokban egy-egy 37 mm ágyú, a bal első és a jobb hátsó tornyokban pedig egy-egy géppuska kapott helyet. Ám ennek a prototípusnak súlyos átviteli problémái voltak, ráadásul túl bonyolult és drága lett volna a sorozatgyártása. Ezért a járművön leállították a munkát és egy új, leegyszerűsített prototípust gyártottak.
Az új prototípus egy újabb motort, váltóberendezést és fejlesztett átvitelt kapott. Ugyanakkor úgy döntöttek, hogy szabványosítják a T–35-ös tornyait a T–28-as három tornyos közepes harckocsin használtakkal. Így a gépágyúkat használó tornyok ugyanolyanok lettek, míg a T–35 főtornya is csak annyiban tért el a T–28-étól, hogy a hátulján nem volt még egy géppuska.
1933. augusztus 11-én elfogadták a T–35-ös sorozatgyártását. A gyártási jogot a Harkovi Mozdonygyár kapta, amely le is gyártott 20 járművet.
A két prototípus járműből szerzett tapasztalatokat is felhasználták az 1935-ös változat kifejlesztéséhez, amely hosszabb alvázat, erősebb páncélzatot és a 37 mm-es ágyú helyére 45 mm-eseket kapott. A gyártást 1935-ben kezdték és 1938-ig bezárólag 39 példányt gyártottak le. A három év alatt folyamatosan apróbb változtatásokat végeztek a járműveken, így például készültek olyan járművek is, melyek elülső 45 mm-es ágyúját egy lángszóróra cserélték. Végül az utolsó 6 darab (1938-as változatba tartozó) harckocsi, körbe döntött páncélzatú főtoronnyal és új görgőkkel készült el.
A magas gyártási költségek miatt 1938-ban leállították a gyártását. Ekkorra 61 jármű készült el.

## Szolgálatban

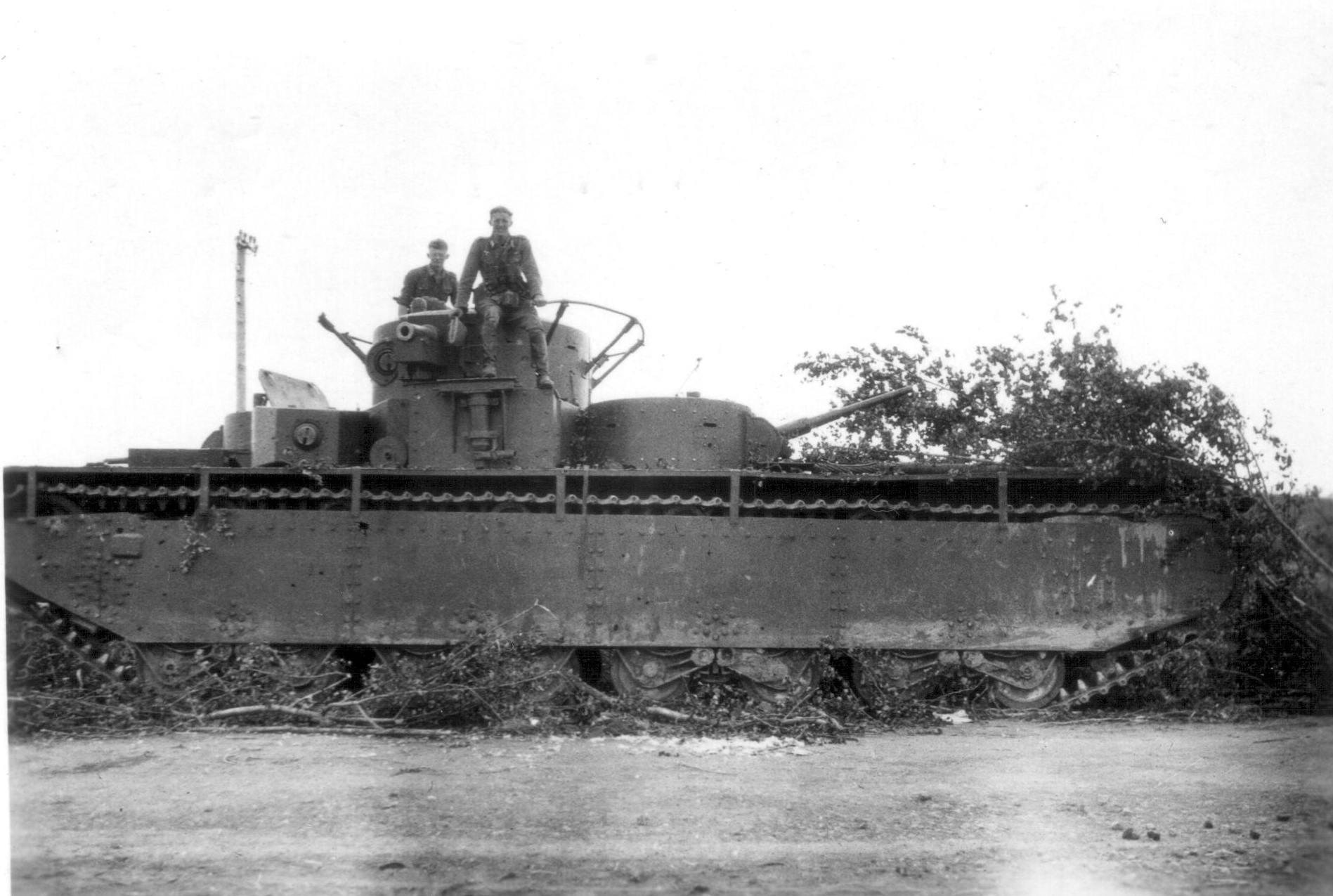
Német katonák egy zsákmányolt T–35-ösön

A gyártásukat követően a második világháborúig főleg Moszkvában vettek részt különböző parádékon. 1940-ben felmerült, hogy kivonják a típust az aktív szolgálatból és vagy önjáró löveggé alakítják a példányokat vagy különböző katonai akadémiáknak adják őket kiképzési célokra. Végül a hadrendben tartásuk mellett döntöttek és a 34. páncéloshadosztály 67. és 68. páncélosezredébe szervezték őket.
A Barbarossa hadművelet alatt körülbelül a 90%-uk megsemmisült. Általában nem is az ellenség lőtte ki a járműveket, hanem a sorozatos meghibásodások miatt a személyzetnek kellett elhagynia és felrobbantania őket. A T–35-ösök utolsó feljegyzett ütközete a moszkvai csata volt. A feljegyzések szerint a németek legalább egy járművet zsákmányoltak a harcokban, és elszállítottak azt, hogy Kummersdorfban megvizsgálják.
Finn források szerint néhány T–35-ös részt vett a téli háborúban, de ez a szovjet források szerint nem igaz. Valójában a szovjetek két a T–35-öshöz hasonló több tornyos prototípus harckocsit küldtek a csatatérre, a T–100-ast és az SZMK-t. Az SZMK-t egy finn akna tette mozgásképtelenné és a szovjetek sehogy sem voltak képesek kimenekíteni azt. Később a német hírszerzés, tévesen T–35C-nek nevezte a fényképek alapján a járművet.
Négy T–35-öst végül kiképzési célokra használtak fel, melyek így átvészelték a háborút. Az egyik ma is megtekinthető a Kubinkai Harckocsi Múzeumban.

## Típusai
- T–35–1: Prototípus
- T–35–2: Prototípus
- T–35A: Az első sorozatban gyártott verzió.
- T–35B: Egy prototípus, új motorral
- SZU–7: 3 önjáró löveg prototípus a T–35 alvázán. 254, 305, illetve 400 mm-es lövegekkel ellátva.
- SZU–14: önjáró löveg a T–35 alvázán.

## Lásd még
- Char 2C
- Vickers A1E1 Independent

## Fordítás
Ez a szócikk részben vagy egészben  a   T-35 című angol Wikipédia-szócikk ezen változatának fordításán alapul.  Az eredeti cikk szerkesztőit annak laptörténete sorolja fel. Ez a jelzés csupán a megfogalmazás eredetét és a szerzői jogokat jelzi, nem szolgál a cikkben szereplő információk forrásmegjelöléseként.